# Andreaea lorentziana
Andreaea lorentziana Müller, 1879 è una specie di muschio appartenente alla famiglia Andreaeaceae.
La specie è presente nell'Antartide e in Patagonia.